# Mónosbél megállóhely
Mónosbél megállóhely egy Heves vármegyei vasúti megállóhely, Mónosbél településen, a MÁV üzemeltetésében. A belterület déli részén helyezkedik el, nem messze a községen átvezető 2506-os úttól.

## Története
A szolgálati helyet a Domino 55 biztosítóberendezés elbontását követően 2023. május 5-én megálló-rakodóhellyé minősítették át.

## Vasútvonalak
Az állomást az alábbi vasútvonalak érintik:
- Füzesabony–Putnok-vasútvonal

## Kapcsolódó állomások
A vasútállomáshoz az alábbi állomások vannak a legközelebb:
- Szarvaskő megállóhely (Eger vasútállomás, Füzesabony–Putnok-vasútvonal)
- Bélapátfalva vasútállomás (Szilvásvárad vasútállomás, Füzesabony–Putnok-vasútvonal)

## Forgalom
| Járat        | Útvonal | Gyakoriság                     |
| ------------ | --- | ------------------------------ |
| személyvonat | Eger – Egervár – Eger-Felnémet – Almár – Szarvaskő – Mónosbél – Bélapátfalva – Bélapátfalvi Cementgyár – Szilvásvárad-Szalajkavölgy – Szilvásvárad | Napi 2 pár (nyáron napi 4 pár) |